# 香港着草地圖
香港着草地圖始於2016年11月，起初是一份於香港逃走的免費教學地圖，以廣東話寫成。地圖內含三十七項二十年不變的香港事物，緊扣着草（廣東話意思逃走）的一切生活所需。為香港人在移民和旅遊外，提供多一項選擇。
另於2017年12月印刷英文版 Hong Kong JACK CIAO Map 2017 (English) 以便母語為英語的香港人和外國遊客使用。2019年舉辦三次導賞及工作坊，參加者走入山林中着草，了解香港，並於工作坊創作risography或繪畫為紀錄。
2020年2月最後一次發佈會宣佈計劃圓滿結束，絕不翻印。

## 地圖作用
用家在逃走的過程中，了解歷史知識，以新角度探索香港，改變其對香港的形象。

## 地圖發佈
由Jack Ciao於2016年十一月開始準備，於主權移交二十週年，2017年9月9日第一發佈。當日假富德樓艺鵠舉行香港着草地圖搞事派對。第二次發佈於2020年2月16日，假深水埗合舍舉行香港着草地圖搞事派對2020。發佈兩項新篇為《交通篇》及《匿藏視察篇（夜光版）》。